# Hôtel de la Bessière

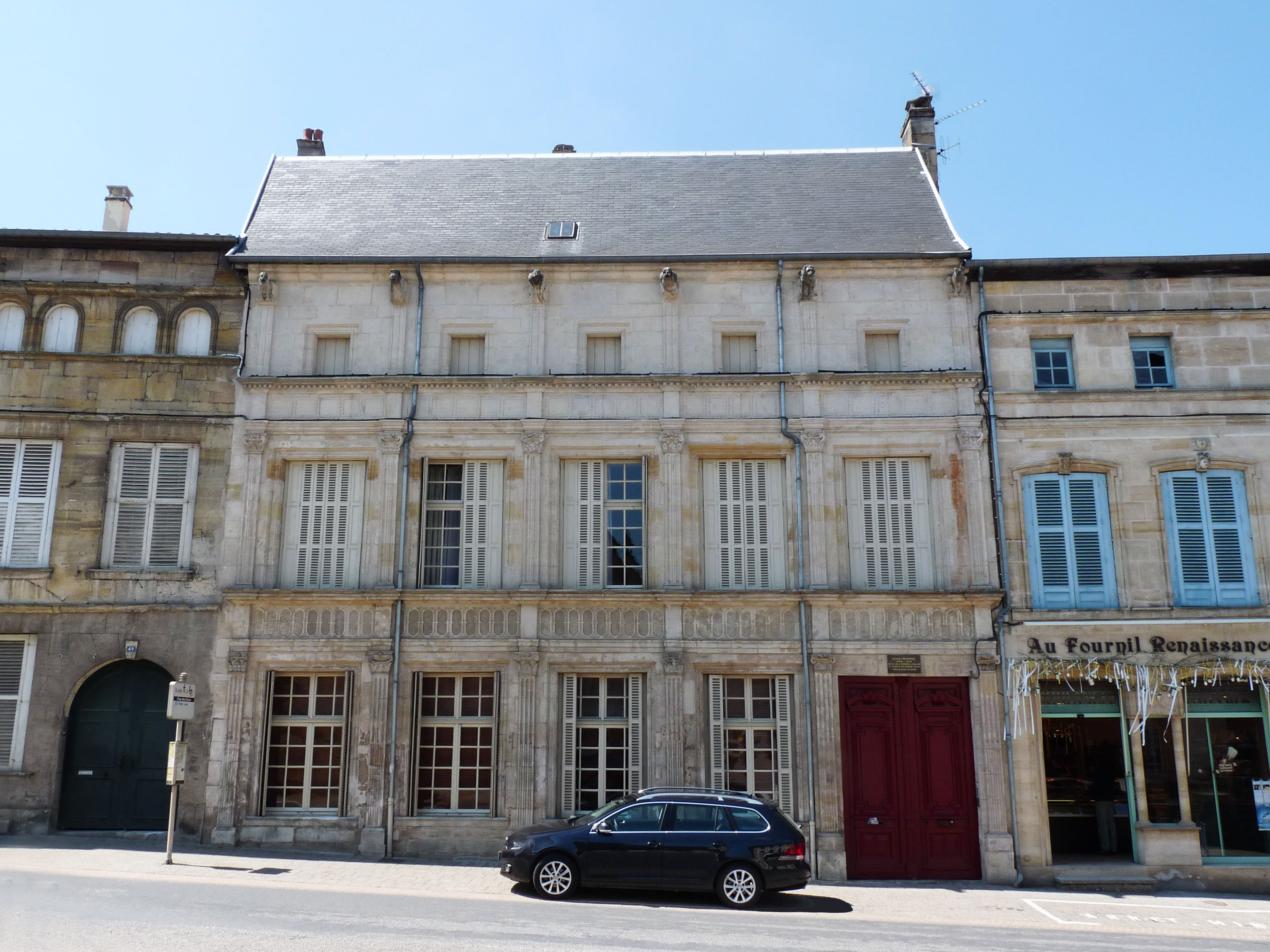
Hôtel de la Bessière in Bar-le-Duc

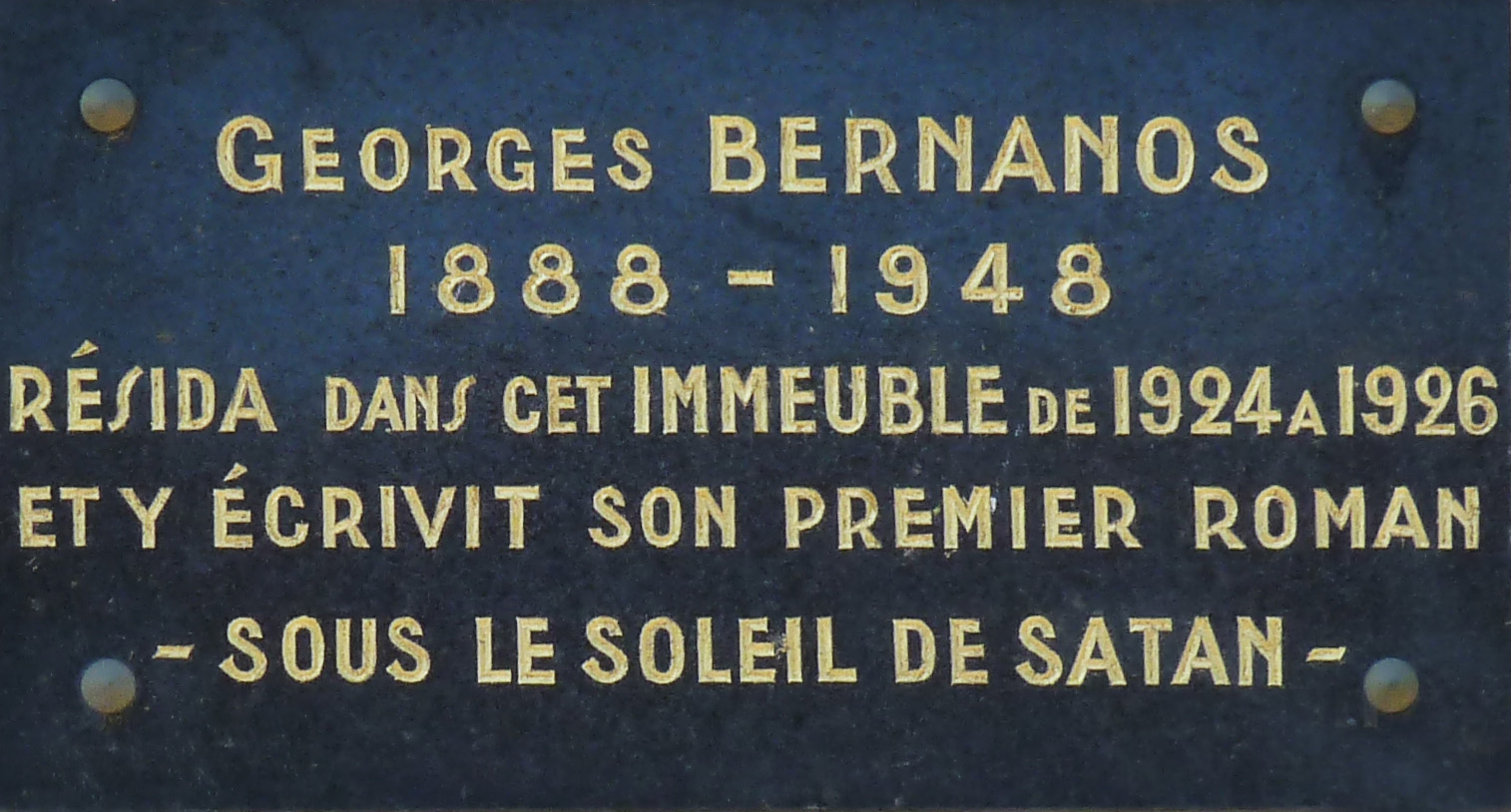
Gedenktafel zur Erinnerung an Georges Bernanos

Das Hôtel de la Bessière in Bar-le-Duc, einer französischen Stadt im Département Meuse in Lothringen, wurde Ende des 16. Jahrhunderts errichtet. Das Hôtel particulier an der Rue des Ducs-de-Bar Nr. 47 wurde 1993 als Monument historique in die Liste der Baudenkmäler in Frankreich aufgenommen.
Die Fassade des zweigeschossigen Stadtpalastes im Stil der Renaissance ist mit Pilastern, die Kapitelle besitzen, geschmückt.
Von 1924 bis 1926 lebte in dem Haus der Schriftsteller Georges Bernanos, wo er seinen ersten Roman Sous le Soleil de Satan schrieb.